# Armeniș
Armeniș (in tedesco Armönisch, in ungherese Örményes) è un comune della Romania di 2514 abitanti, ubicato nel distretto di Caraș-Severin, nella regione storica del Banato.
Il comune è formato dall'unione di 5 villaggi: Armeniș, Feneș, Plopu, Sat Bătrân, Submargine.